# Parandalia americana
Parandalia americana är en ringmaskart som först beskrevs av Hartman 1947.  Parandalia americana ingår i släktet Parandalia och familjen Pilargidae. Inga underarter finns listade i Catalogue of Life.